# Credence
Ne doit pas être confondu avec Crédence.
Pour plus de détails, voir Fiche technique et Distribution.
Credence est un film britannique de science-fiction sorti en 2015, réalisé par Mike Buonaiuto.
Le réalisateur est connu pour ses campagnes LGBT comme Love Always Wins ou Invisible Parents.

## Synopsis
C'est l'histoire d'une famille homosexuelle, composée de deux pères qui se sacrifient pour sauver leur fille, lors de la dernière évacuation de la Terre, avant qu'elle ne soit dévastée par des tempêtes violentes.

## Distribution
- Alex Hammond
- Anthony Topham
- Tia Kenny